# Ириней Пандолеондос
Ириней (на гръцки: Ειρηναίος, Иринеос) е гръцки духовник, мелнишки (1903 - 1906) и касандрийски митрополит (1907 - 1945).

## Биография
Роден е като Емануил Пандолеондос (Εμμανουήλ Παντολέοντος) в 1863 година на остров Халки. Учи в гръцкото училище на Халки, а после в 1890 година завършва богословското училище и в същата година е ръкоположен за дякон. Изпратен е в Ксанти като проповедник и преподава богословие и гръцки език в ксантийската гимназия. През август 1891 година заминава за Русия и учи в Киевската духовна академия. В 1895 година е назначен за преподавател, а в 1897 година става дирекор е на Семинарията в Халки, където остава до ноември 1903 година. В 1896 година е ръкоположен за свещеник.
На 2 ноември 1903 година е ръкоположен за мелнишки митрополит. На 11 август 1906 година подава оставка и се връща като директор на Семинарията в Халки, но на 26 юли 1907 година Светият синод го избира за касандрийски митрополит. Подпомага пострадалите в гръцката въоръжена пропаганда в Македония.